# Китка (село)
Вижте пояснителната страница за други значения на Китка.
Китка е село в Североизточна България. То се намира в община Аврен, област Варна и е на 2 km от село Болярци, област Варна.

## История
Старите имена на селото са Билек махалле („Киткова махала“) и Чьокек („Блато“).
През 1914 г. в селото функционира държавна жребцова станция под контрола на варненския окръжен ветеринарен лекар.

## Население

### Етнически състав

#### Преброяване на населението през 2011 г.
Численост и дял на етническите групи според преброяването на населението през 2011 г.:
|                     | Численост | Дял (в %) |
| Общо                | 238       | 100.00    |
| Българи             | 178       | 74.78     |
| Турци               | 43        | 18.06     |
| Цигани              | 3         | 1.26      |
| Други               | ?         | ?         |
| Не се самоопределят | ?         | ?         |
| Неотговорили        | 3         | 1.26      |

## Културни и природни забележителности
В селото е изградена църква „Св. Покров Богородичен“. В центъра на с. Китка има две чешми.